# Emeryopone

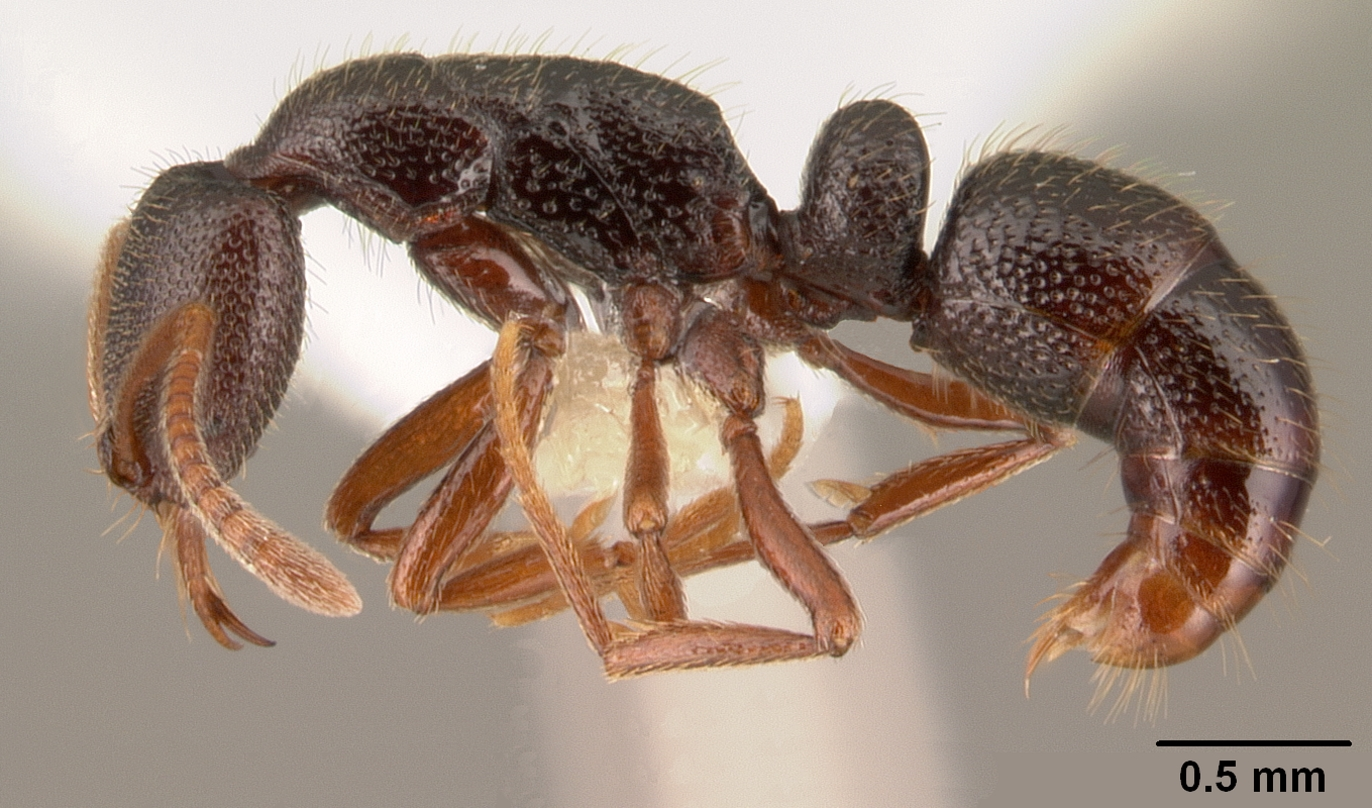
Emeryopone buttelreepeni

Emeryopone (лат. ) — род муравьёв (Formicidae) из подсемейства Ponerinae. 5 видов. Азия: встречаются от Израиля до Китая и Таиланда.

## Описание
Мелкого размера муравьи. Длина рабочих особей 3-5 мм, красновато-коричневого цвета и чёрного цвета. Усики 12-члениковые. Нижнечелюстные щупики состоят из 3 члеников, нижнегубные — из 3 сегментов. Глаза мелкие (состоят из 1-10 омматидиев). Мандибулы субтреугольные, с 5 длинными зубчиками на жевательном крае, включая сильно удлинённый апикальный зубец. По строению мандибул сходен с родом Belonopelta, и частично с Thaumatomyrmex. Средние и задние ноги с одной голенной шпорой. Стебелёк между грудкой и брюшком состоит из одного членика петиоля. Предположительно хищники. Обнаружены в подстилочном слое субтропических лесов Юго-Западной и Южной Азии.

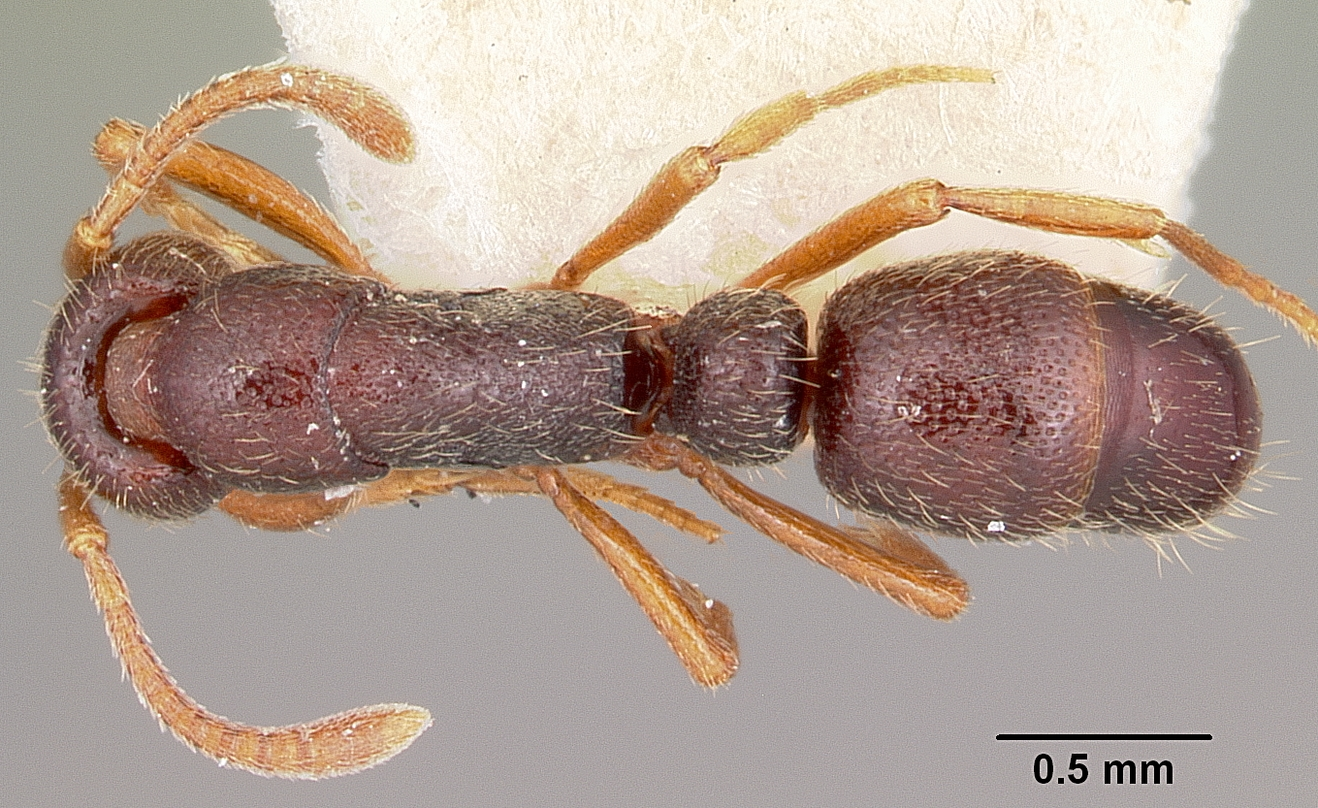
Emeryopone buttelreepeni

## Систематика
5 видов. В 2009 году Крис Шмидт (Schmidt, 2009), проведя молекулярно-генетический филогенетический анализ подсемейства понерины включил род Emeryopone в состав родовой группы Ponera genus group (Ponerini). Род был впервые выделен в 1912 году швейцарским мирмекологом Огюстом Форелем и назван в честь крупнейшего итальянского мирмеколога Карло Эмери (C. Emery).
- Emeryopone buttelreepeni Forel, 1912 — Индонезия (Борнео), Таиланд[5]
- Emeryopone franzi (Baroni Urbani, 1975) — Непал[6]
- Emeryopone loebli (Baroni Urbani, 1975) — Израиль, Саудовская Аравия
- Emeryopone melaina  Xu, 1998 — Китай[7]
- Emeryopone narendrani Varghese, 2006 — Индия[8]